# Família Crescêncio
Crescêncios (em latim: Crescentii; em italiano: Crescenzi) foram uma grande família romana baronial que governou essencialmente Roma e controlou o papado a partir de meados do século X até a morte quase simultânea de seu papa fantoche Sérgio IV e o patrício do clã em 1012.

## Ver Também
- Teofilactos